# Un groupe d'artistes danois à Rome
Et Selskab af danske Kunstnere i Rom, que l'on pourrait traduire en français par Un groupe d'artistes danois à Rome, est une peinture à l'huile du peintre danois Constantin Hansen achevée en 1837 et aujourd'hui exposée au Statens Museum for Kunst de Copenhague.

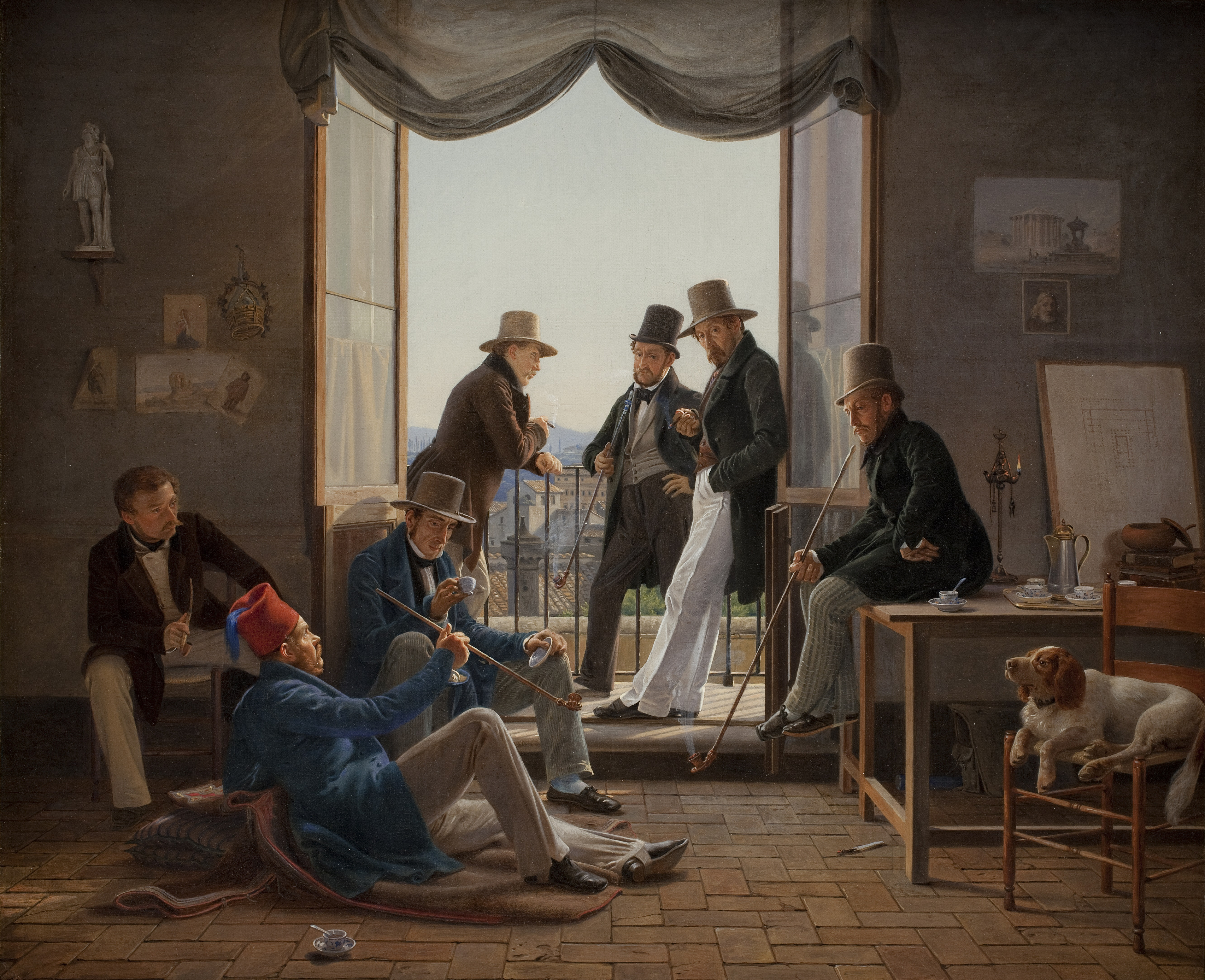
En plus haute résolution, "image remarquable" sur commons.

Le tableau représente un groupe d'artistes danois fumant la chibouque ; parmi eux, l'architecte danois Michael Gottlieb Bindesbøll, situé dans la partie gauche du tableau, coiffé d'une chéchia rouge et allongé à terre, raconte son récent voyage en Grèce et en Turquie. Les artistes qui l'entourent sont, de la gauche à la droite, l'auteur du tableau lui-même, puis les peintres Martinus Rørbye, Wilhelm Marstrand, Albert Küchler, Ditlev Blunck et Jørgen Sonne.